# Forêt de l'Ospedale
Forêt de l'Ospedale este o arie protejată (sit de importanță comunitară — SCI) din Franța întinsă pe o suprafață de 733 ha, integral pe uscat.

## Localizare
Centrul sitului Forêt de l'Ospedale este situat la coordonatele 41°39′38″N 9°10′58″E / 41.66056°N 9.18278°E.

## Înființare
Situl Forêt de l'Ospedale a fost declarat arie specială de conservare în baza directivei 92/43 din 1992 referitoare la conservarea habitatelor naturale și a faunei și florei sălbatice pentru a proteja 9 specii de animale.

## Biodiversitate
Situată în ecoregiunea mediteraneană, aria protejată conține 8 habitate naturale: Păduri de Quercus ilex și Quercus rotundifolia, Păduri de pin mediteraneene cu pini mezogeni endemici, Pajiști alpine și boreale, Pante stâncoase silicioase cu vegetație casmofită, Galerii de Salix alba și de Populus alba, Păduri de pin (sub-) mediteraneene cu pini negri endemici, Păduri mediteraneene de Taxus baccata, Lande oro-mediteraneene cu formațiuni endemice de grozamă.
La baza desemnării sitului se află mai multe specii protejate:
- amfibieni (2): Discoglossus montalentii, Discoglossus sardus
- mamifere (4): liliac cârn (Barbastella barbastellus), liliac cărămiziu (Myotis emarginatus), Ovis gmelini musimon, liliacul mare cu potcoavă (Rhinolophus ferrumequinum)
- nevertebrate (2): croitorul mare al stejarului (Cerambyx cerdo), Papilio hospiton
- reptile (1): Euleptes europaea

Pe lângă speciile protejate, pe teritoriul sitului au mai fost identificate 20 de specii de plante, 5 specii de amfibieni, 7 specii de mamifere, 1 specie de nevertebrate.